# 韋斯特維爾 (伊利諾伊州)
韋斯特維爾（英語：Westville）是位於美國伊利諾伊州弗米利恩縣的一個村落。

## 地理
韋斯特維爾的座標為40°02′36″N 87°38′17″W / 40.04333°N 87.63806°W，而該地最高點為海拔高度204米（即669英尺）。

## 人口
根據2010年美國人口普查的數據，韋斯特維爾的面積為4.34平方千米，當中陸地面積為4.34平方千米，而水域面積為0.00平方千米。當地共有人口2724人，而人口密度為每平方千米627人。